# Josef Horešovský
Josef Horešovský (Žilina u Kladna, 18 luglio 1946) è un ex hockeista su ghiaccio ceco, fino al 1992 cecoslovacco.

## Palmarès

### Olimpiadi invernali
- 1 medaglia[1]:
  - 1 bronzo (Sapporo 1972)